# Mark Sheehan
Pour les articles homonymes, voir Sheehan.
Mark Sheehan est un chanteur, compositeur, guitariste, et producteur de musique irlandais né le 29 octobre 1976 et mort le 14 avril 2023,. 

## Biographie
Mark Sheehan est né à Mount Brown dans la région de Dublin en Irlande.
Il est un guitariste d’un groupe de rock appelé The Script (connu sous le nom de MyTown dans les années 1990) avec Danny O'Donoghue et Glen Power. Il a rencontré Danny O'Donoghue lorsqu'ils étaient jeunes, dans les quartiers pauvres grâce à leur amour pour la musique afro-américaine. Mark Sheehan chante souvent les parties plus rap des musiques comme sur Broken Arrow.
Mark Sheehan et Danny O'Donoghue ont produit deux chansons pour le chanteur Peter Andre. Les deux chansons figurent sur l’album The Long Road Back et les deux ont été crédités sous le nom M.A.D Notes.
Le guitariste est marié avec Rina Sheehan, et ils ont trois enfants.
Il meurt le 14 avril 2023.